# Српска кућа
Српска кућа је музеј посвећен страдању српске војске током Албанске голготе 1915–1916. године.
Налази се у граду Крфу, на истоименом острву у Грчкој. Адреса је Μουστοξύδου 19 (Moustoxidi 19), Керкира.
У Српској кући се налази и почасни конзулат Србије.
Музејска поставка садржи многобројне фотографије, документа и експонате којима се илуструје период Првог светског рата одбране Србије 1915, страдања српске војске током повлачења преко Албаније и прхвата на Крфу, па све до одласка војске са Крфа 1916. године.